# كلاب بنغوين
نادي البطريق club penguin هي لعبة تقمّص للأدوار متعددة اللاعبين على الإنترنت، تحتوي على مجموعة من الألعاب والانشطة التي وضعت للترفيه، للّعب يستخدم اللاعب شخصية البطريق حيث يلعب في عالم مثلج، ويوجد فيه عضوية ذهبية حيث يتطور فيها الأشياء الممكن فعلها كشراء حيوانات وشراء اسلوب جديد للمنزل وديكور وشراء الملابس، وذلك عن طريق البطاقات التي يمكن أن يتسوق بها عبر الأنترنت كالفيزا والمستر كارد والباي بال، أو شراء بطاقة العضوية الذهبية من المناطق التي تباع فيها في أمريكا والدول الأجنبية الأخرى، وتبقى العضوية العادية متاحة دائماً.
حيث قامت شركة بريطانية للّعب بابتكار موقع إنترنت يحتوي على لعبة عصرية يتفاعل معها اللاعبون على شبكة الإنترنت، وهي «نادي البطريق».
ومن ثم يتحكم اللاعبون في حيوانات البطريق التي تجسد شخصياتهم ويلقون كرات الثلج ويدخلون بيوتهم الثلجية ويكونون صداقات في عالم شيد خصيصا لهم على الإنترنت.
ويقول مبتكر اللعبة لان ميريفيلد إن الفكرة واتته وهو يراقب ابنه البالغ من العمر 5 أعوام يلعب على جهاز الكمبيوتر ليشارك في تأسيس الشركة التي تدير الموقع، موضحا أن الأطفال بحاجة لأن نوفر لهم حديقة ألعاب على شبكة الإنترنت.
ي
وفي أغسطس الماضي دفعت ديزني 350 مليون دولار لشركة نادي البطريق ومقرها كندا ووعدت بدفع مبلغ مماثل إذا وصل عدد زائري الموقع للرقم المستهدف.
هذا وقد بلغ عدد من يدخلون على موقع «نادي البطريق» عشرة ملايين من بينهم 700 ألف اقنعوا أولياء أمورهم بدفع اشتراكات لا تزيد عن بضعة دولارات كل شهر حتى يمكنهم الحصول على نقود افتراضية لشراء ملابس لحيوانات البطريق وأثاث لتزيين منازلهم الثلجية. كما يمكنهم التزلج على المياه وارتياد الشواطئ وممارسة الألعاب أو العمل في تقديم الطعام بمطعم للبيتزا.
ويمكن لاولياء الامور المفاضلة بين ان تقتصر أحاديث طائر البطريق الخاص بطفلهم على عبارات مختارة مسبقا من قائمة معدة أو السماح لهم بطباعة عباراتهم الخاصة تقوم برامج كمبيوتر وأفراد مكلفين بمراقبتها وتنقيتها لاستبعاد المعلومات الشخصية أو الكلمات غير المهذبة.

## الحيوانات الافتراضية
يمكن شراء حيوان أليف افتراضي في اللعبة بالنقود الافتراضية يدعى Puffle
يمكن لأصحاب العضويات الخاصة (المدفوعة) شراء 15 حيوان افتراضي كحد أقصى واختيار نوعه (احمر، ازرق، اخضر، برتقالي، أبيض، اسود، بنفسجي، أصفر، بني، ذهبي، ملون، كلب، قطة) اما أصحاب العضويات العادية (المجانية) فيمكنهم شراء 2 فقط كما ان الاختيار سيكون محصورا بين الأزرق والأحمر
يجب علي اللاعب تمشية الحيوان الخاص به واطعامه وتنظيفه والاعتناء به والا سيهرب.
لكل puffle شخصية افتراضية مختلفة وطعام مفضل
سعره 400 عملة بطريقية (Penguin Coin)